# فوليشن
فوليشن (بالإنجليزية: Volition) هي شركة أمريكية مطورة لألعاب الفيديو، تأسست عام 1996 .
من ألعابها : صف القديسين 2

## الألعاب
- inSANE (2013)
- ساينتس رو 3 (2011)
- ريد فاكشن: أرماغادن (2011)
- ريد فاكشن: جوريلا (2009)
- ساينتس رو 2 (2008)
- Saints Row (2006)
- ذا بنيشر (لعبة فيديو 2005) (2005)
- ريد فاكشن 2 (2002)
- Summoner 2 (2002)
- Red Faction (2001)
- Summoner (2000)
- FreeSpace 2 (1999)
- Descent: FreeSpace – The Great War (1998)